# Mariano Díaz
Mariano Díaz Díaz (Villarejo de Salvanés, 17 settembre 1939 – Madrid, 5 aprile 2014) è stato un ciclista su strada spagnolo, professionista dal 1965 al 1971 e vincitore della classifica scalatori alla Vuelta a España 1967.

## Carriera
Ciclista attivo nella seconda metà degli anni sessanta e particolarmente portato per le brevi corse a tappe, si mise in luce da giovanissimo vincendo la Vuelta a Navarra per tre anni consecutivi ed il Tour de l'Avenir.
Seppe fare bene anche sia alla Vuelta, dove vinse due tappe e la classifica degli scalatori, che al Tour, dove vinse una tappa.
Nel 1968 ottenne un secondo posto nella Subida a Urkiola, ma al Giro d'Italia venne squalificato assieme ad altri 8 corridori per una positività al controllo antidoping. Vinse la diciottesima tappa del Giro d'Italia, vincendo la Settimana Catalana. Il suo anno d'oro fu il 1969 quando, oltre a vincere tappe nei giri di Svizzera, Spagna e Francia, si aggiudicò anche la classifica generale del Giro di Catalogna.
Da quell'anno però non ottenne più risultati e dopo due stagioni senza vittorie abbandonò l'attività.

## Palmarès
- 1963

Classifica generale Vuelta Ciclista a Navarra
- 1964

Classifica generale Vuelta Ciclista a Navarra
- 1965

2ª tappa Tour de l'Avenir
10ª tappa Tour de l'Avenir
Classifica generale Tour de l'Avenir
Classifica generale Vuelta a Los Puertos
Classifica generale Vuelta Ciclista a Navarra
- 1966

Classifica generale Vuelta a los Valles Mineros
- 5ª tappa Euskal Bizikleta
- 1967

11ª tappa Vuelta a España
- 1968

Classifica generale Vuelta a Levante
Classifica generale Setmana Catalana
- 1969

Classifica generale Volta Ciclista a Catalunya
7ª tappa Tour de France
15ª tappa Vuelta a España
7ª tappa Giro di Svizzera
Gran Premio Santander

### Altri successi
- 1967

Classifica scalatori Vuelta a España

## Piazzamenti

### Grandi Giri
- Giro d'Italia

1968: squalificato
- Tour de France

1966: 20º
1967: ritirato (18ª tappa)
1969: ritirato (17ª tappa)
- Vuelta a España

1966: 14º
1967: 9º
1969: 28º

### Competizioni mondiali
- Giochi olimpici

Tokyo 1964 - In linea: 32º
Tokyo 1964 - A squadre: 8º